# Agua Blanca Sur
Agua Blanca Sur är en ort i Honduras.   Den ligger i departementet Departamento de Yoro, i den västra delen av landet, 150 km nordväst om huvudstaden Tegucigalpa. Agua Blanca Sur ligger 49 meter över havet och antalet invånare är 7 592.